# Basil Ruysdael
Basil Ruysdael, anagraficamente Basil Spaulding Millspaugh (Jersey City, 24 luglio 1878 – Hollywood, 10 ottobre 1960), è stato un attore e basso-baritono statunitense.

## Biografia
Frequentò l'Università Cornell negli anni 1898 e 1899 come studente speciale di Ingegneria meccanica e al contempo cantava nel Glee Club di quella Università. Cantò presso il Metropolitan Opera House di New York come basso-baritono dal 1910 al 1918, esibendosi a fianco di famose stelle del teatro lirico quali Enrico Caruso e Geraldine Farrar. Nel 1923 si trasferì in California per insegnare canto. Il suo allievo più famoso fu il baritono Lawrence Tibbett.

### Carriera cinematografica
Ruysdael fu anche un prolifico attore cinematografico. È probabilmente più conosciuto dagli spettatori moderni per il ruolo del detective Hennessey nel primo film dei Fratelli Marx, Le noci di cocco (1929), diretto da Robert Florey e Joseph Santley, un ruolo che egli aveva creato nella omonima commedia musicale.
Comparve poi nei film Pinky, la negra bianca (1949), Gli amanti della città sepolta (1949), Il romanzo di Thelma Jordon (1950), L'amante indiana (1950), La gente mormora (1951), Gli occhi che non sorrisero (1952), Uomini violenti (1955), Il seme della violenza (1955), L'ultimo urrà (1958) e Soldati a cavallo (1959). Nel 1955 interpretò il generale Andrew Jackson nella miniserie dell'ABC Davy Crockett, diffusa dalla serie antologica  Disneyland. Ruysdael fece parte del cast nel ruolo di Joseph nell'episodio The Policeman's Gun della serie Official Detective.
La sua ultima apparizione televisiva fu nell'episodio The Case of Paul Drake's Dilemma (1959) della serie televisiva Perry Mason, ove interpretò il ruolo di Henry W. Dameron. Il suo ultimo ruolo come attore sullo schermo fu invece quello di Shammah in La storia di Ruth (1960), diretto da Henry Koster, mentre l'ultimo film in cui fu accreditato fu La carica dei cento e uno (1961), ove prestò la voce al conduttore del furgone; il film fu diffuso un anno dopo il suo decesso.

### Carriera radiofonica
Ruysdael narrò le serie Stones of History per la NBC Blue Network, che furono trasmesse negli anni 1934 e 1935. Nel 1939 fu l'annunciatore su un programma per Rexall, una catena di supermercati, prima di iniziare l'attività di portavoce commerciale per la DuPont su Cavalcade of America.
Nel 1941 fu il testimonial delle sigarette Lucky Strike, marchio che sponsorizzò numerosi spettacoli, tra i quali Your Hit Parade, Information Please e The Jack Benny Show. Comparve, sotto diverso nome, nell'ultimo spettacolo dal 1 ottobre 1944 al 28 novembre 1948 e diede il suo vero nome verso la fine della serie commerciale. Ruysdael fu anche l'annunciatore dello spettacolo sostitutivo dell'estate 1944, Mother and Dad, con protagonista Parker Fennelly, e della Radio Reader's Digest nel 1946 sulla rete CBS.

### Il decesso
Ruysdael morì all'età di 82 anni a causa dei postumi di un intervento chirurgico, in un ospedale di Hollywood. La sua salma fu inumata nel Forest Lawn Memorial Park di Omaha.

## Filmografia parziale

### Cinema
- Le noci di cocco (The Cocoanuts), regia di Robert Florey e Joseph Santley (1929)
- Gli amanti della città sepolta (Colorado Territory), regia di Raoul Walsh (1949)
- Le due suore (Come to the Stable), regia di Henry Koster (1949)
- Aquile dal mare (Task Force), regia di Delmer Daves (1949)
- Pinky, la negra bianca (Pinky), regia di Elia Kazan (1949)
- Il dottore e la ragazza (The Doctor and the Girl), regia di Curtis Bernhardt (1949)
- Il romanzo di Thelma Jordon (The File on Thelma Jordon), regia di Robert Siodmak (1950)
- Appuntamento con la morte (One Way Street), regia di Hugo Fregonese (1950)
- L'amante indiana (Broken Arrow), regia di Delmer Daves (1950)
- Bandito senza colpa (High Lonesome), regia di Alan Le May (1950)
- I ragni della metropoli (Gambling House), regia di Ted Tetzlaff (1950)
- The Scarf, regia di Ewald André Dupont (1951)
- Il passo dell'avvoltoio (Raton Pass), regia di Edwin L. Marin (1951)
- Voglio essere tua (My Forbidden Past), regia di Robert Stevenson (1951)
- Mi svegliai signora (Half Angel), regia di Richard Sale (1951)
- La gente mormora (People Will Talk), regia di Joseph L. Mankiewicz (1951)
- La vita che sognava (Boots Malone), regia di William Dieterle (1952)
- Gli occhi che non sorrisero (Carrie), regia di William Wyler (1952)
- Il principe coraggioso (Prince Valiant), regia di Henry Hathaway (1954)
- Terrore a Shanghai (The Shanghai Story), regia di Frank Lloyd (1954)
- Le avventure di Davy Crockett (Davy Crockett, King of the Wild Frontier), regia di Norman Foster (1955)
- Uomini violenti (The Violent Men), regia di Rudolph Maté (1955)
- Il seme della violenza (Blackboard Jungle), regia di Richard Brooks (1955)
- Le perle nere del Pacifico (Pearl of the South Pacific), regia di Allan Dwan (1955)
- Diana la cortigiana (Diane), regia di David Miller (1956)
- Vento di terre lontane (Jubal), regia di Delmer Daves (1956)
- Quegli anni selvaggi (These Wilder Years), regia di Roy Rowland (1956)
- Official Detective, episodio "The Policeman's Gun" (1958)
- L'ultimo urrà (The Last Hurrah), regia di John Ford (1958)
- Soldati a cavallo (The Horse Soldiers), regia di John Ford (1959)
- La storia di Ruth (The Story of Ruth), regia di Henry Koster (1960)

### Televisione
- General Electric Theater – serie TV, episodio 1x01 (1953)
- Scienza e fantasia (Science Fiction Theatre) – serie TV, episodio 1x01 (1955)
- Perry Mason – serie TV, episodio 3x06 (1959)